# ストレステスト
ストレステスト（英: stress test）とは、システムに通常以上の負荷をかけて正常に動作するか、つまり隠れた欠陥がないか調べるリスク管理手法のひとつである。耐久試験。

## 経済
ストレス・テスト（stress test 「健全性検査」「健全性審査」）とは、銀行や国家などの経営内容が安全かどうか調べる検査である。通常の検査と違い、「経済成長率がマイナス5%」「通貨相場が10%上昇」「国債価格が30%下落」などの検査相手にとって不利な仮定（ストレス）を設定し、その結果として自己資本比率（銀行）や経常収支赤字の対GDP比（国家）などが基準内に収まるかどうかを判断する。健全性検査により、市場や投資家の漠然とした不安を解消することが出来る。
2009年、米規制当局がこれを行ったことにより有名になった。
最近ではNY連銀（ニューヨーク連邦準備銀行）がBP破綻に伴うストレステストを行い、欧州銀行監督委員会（CEBS）がギリシャ経済危機による欧州の銀行検査を行った。
しかし健全性検査に合格することは、完全に不安を解消することにはならない。まず、健全性検査の判断基準は事前に公表されないのが普通で、結果を左右できる。さらに健全性検査に合格しない場合に監督責任が問われ救済措置や財政圧縮が必要になることもあるので、内容や結果が操作されかねない。例えばEUが「スペインの財政破綻」を仮定してドイツの銀行のストレステストをすることは、政治的に不可能に近い。2010年の検査では、ギリシャ国債のデフォルトを設定しなかった（2010年欧州ソブリン危機）。また「認められた手順」はそのままである（ギリシャの赤字操作はECBの基準の隙間で行われた）。
経済や経営の分野では、新しい手法であるため、ストレスのかけ方の標準化はこれからの課題である。

## 原子力発電所
2011年3月11日の東日本大震災により引き起こされた福島第一原発でのシビアアクシデント（重大事故）を受けて、EU各国が既存の原発の安全性を再確認するために作ったもの。福島で「想定外」の規模の地震と津波により原子炉の冷却に必要なすべての電源が失われ（全電源喪失）、それにより核燃料の完全溶融（メルトダウン）が起こったことを教訓に、従来の安全基準で定められていた以上・以外の事象が起こった場合に、それがシビアアクシデントにまで繋がるものかどうかを検証するもの。
実際の作業としては、原発の施設の設計に基づき、想定以上の地震や津波が来た場合、テロリストによる攻撃を受けた場合、飛行機が墜落した場合などに、どのくらいの事故になるかをコンピュータシミュレーションにより予想するもの。例えば、地震の場合で言えば、設計上の耐震強度が800ガルだった場合、1000ガル、2000ガルなどの耐震強度以上の揺れを受けた場合に、何が損傷し、どの機能が失われ、そしてそれが最終的に福島第一原発で起こったようなシビアアクシデントに繋がるかどうかを予測する。
EU諸国の場合は、共通に定めたストレステスト（安全評価）の項目を使って各国の原子炉の安全性を調査し、その結果を公開することを義務づけている。ストレステストに不合格だった場合（すなわち、想定外の事象が起こった時には、シビアアクシデントに繋がる可能性があると認定された場合）は運転の停止をすることが原則。その国の事情でどうしても運転を続けなければいけない場合は、自国民および他のEU諸国への説明責任を持つ。
これを受け、国際原子力機関（IAEA）も、6月21日にウィーンで開かれた会議で、EUが導入した「ストレステスト」を原発を持つすべての国に導入することを提言することを採択した。
EUが2011年5月にストレステストの実施を正式決定してから最終結論が報告されるまでの段階は以下の通り。
1. 2011年8月15日までに、原発事業者が自己評価を各国の規制当局に提出
2. 9月15日までに、各国が欧州委に中間報告を提出
3. 10月末までに、電力会社が各規制当局に最終報告
4. 2011年末までに規制当局が欧州委に最終報告
5. 欧州委がピアレビュー（相互評価）を行う
6. 2012年6月の欧州首脳会議に最終結論が報告される

そして2011年10月末現在、テストの実施主体である電力会社から最終報告を受ける各国の規制当局の7割が、「（各電力会社の）評価基準が不十分」「検査期間が短い」などを理由に評価を先送りにした。
日本では、6月18日に海江田万里経産相が定期検査が終わった原発は再稼働するよう促す「安全宣言」を出したが、それが政府としての公式見解であるかどうかが論点となり、7月6日に国会で菅直人総理大臣が野党に質問を受けることになった。その質疑応答の結果、「安全宣言」は総理の承認を受けずに経産省と海江田大臣が勝手に出したということが判明してしまう。その答弁で、菅総理が「原発の再稼働にはストレステストが必要」と発言したことが、この言葉を広く国民に知らしめる結果となった。
その後も「ストレステストは必ずしも再稼働の条件ではない」となおも抵抗する海江田大臣・経済産業省サイドと、「今まで通りの安全基準では国民には納得してもらえない。再稼働にはストレステストが必要」と主張する細野豪志大臣・菅総理サイドの間での軋轢が見られたが、最終的には7月11日に「2段階のストレステスト（定期点検中の原発には簡易版のストレステストを適用してそれにパスしたものの再稼働は許可する。ただし、その後本格的なストレステストを稼働中の原発すべてに適用し、必要に応じて停止命令を出す）」という政府としての統一見解を出すことで決着する。
ちなみに、日本の政治家で最初にストレステストの必要性を訴えたのは、自民党の河野太郎衆議院議員。浜岡原発の停止を政府が指示した際に、5月6日付けの自身のブログで「ようやく浜岡原発の停止を政府が要請した。残りの原発に関してもきちんとしたストレステストをすべきだ」と発言している。

## 機械・電気・IT
元々電気製品・部品で耐久性を調べるために、定格以上の電圧、電流、外部温度、震動を上げてテストしている（特にコンデンサーは高温に弱い）。半導体ではオーバークロック動作も使われる。自動車、鉄道などでは速力や負荷（重量）を上げるのが一般的である。日本製品の優秀性はその中で育てられた。逆にアメリカでは国土の広さと多様性を受け、自国で販売することでテストに合格したことにした。アメリカ国防省MIL規格では、全世界どこでも派遣できるようなストレステストを要求している（逆にベトナム戦争の時に、ベトナムに9割以上送られる銃にアラスカでの動作を要求したために、耐久性が落ちた）。カラシニコフ突撃銃では、足で踏んでゆがんだ銃弾を発射できる（他の鉄砲類では不可能）。
IT（ソフトウェア）では、通常より多い負荷量（ロード）（データ量が多い、接続先が多い、データ種類が多いなど）をかけて、システムが安定動作するかどうか調べる。一般的にバグ（プログラムミス、設計ミス）を除去（バグフィックス）し安定動作にするためには、プログラミングにかける時間、マンパワーなど他のコストの20%-200%かかる。定格通りの動作をすることが負荷テストになることもある。例えば消費者用プリンターの仕様に「1000ページまで印刷できる」と書いてあった時、実際にはそういう動作をする消費者はほとんどいないのに、1000ページ印刷してみることもある。プログラマーが少しミスをするだけで100ページでストップすることもあるからである。このテストから漏れる事が多いのは「バッファオーバーフロー」による脆弱性である。これは一定量以上のデータがあった場合、データ記憶領域からデータがはみ出して他の記憶領域にデータを記憶させることが出来ることである。量が多い、形式が不正などのデータチェックをプログラムで100%やっていない（実務上不可能に近い）ことから起こる。
ストレステストに用いられる一般的なソフトウェア
- AIDA64
- Memtest86 – メモリの安定性
- OCCT
- Passmark Burn-in
- Prime95

## 生物・育種
育種では温度（干ばつ、冷害）、降水量、日照、肥料量などの条件が違う環境でテストする。